# Liz Lynne
Elizabeth (Liz) Lynne (ur. 22 stycznia 1948 w Woking) – brytyjska polityk, z zawodu aktorka, od 1999 do 2012 posłanka do Parlamentu Europejskiego.

## Życiorys
Ukończyła szkołę średnią w Dorking. Od 1966 do 1989 pracowała jako aktorka, później w zawodzie konsultanta ds. emisji głosu.
W latach 70. zakładała i przewodniczyła grupie ds. Indonezji w brytyjskim oddziale Amnesty International. Prowadziła też przez kilka lat obywatelskie biuro doradcze. Zaangażowana w działalność Liberalnych Demokratów, od 1992 obejmowała kierownicze funkcje w partii. W latach 1992–1997 zasiadała w Izbie Gmin (nie została wybrana w kolejnych wyborach krajowych).
W 1999 i 2004 z listy LD uzyskiwała mandat deputowanej do Parlamentu Europejskiego. W wyborach w 2009 skutecznie ubiegała się o reelekcję. W VII kadencji przystąpiła ponownie wraz z liberałami do grupy Porozumienia Liberałów i Demokratów na rzecz Europy, została też wiceprzewodniczącą Komisji Zatrudnienia i Spraw Socjalnych. W 2012 zrezygnowała z mandatu eurodeputowanej.